# 2012-es rövid pályás úszó-Európa-bajnokság
A 2012-es rövid pályás úszó-Európa-bajnokságot november 22. és november 25. között rendezték meg Chartres-ban. Az Eb-n 40 versenyszámban avattak Európa-bajnokot. Magyarország 12 érmet szerzett, ezzel az éremtáblázat második helyén végzett, Dániával holtversenyben.

## Éremtáblázat
(A táblázatban Magyarország és a rendező nemzet eltérő háttérszínnel kiemelve.)
| Helyezés | Nemzet             | Arany | Ezüst | Bronz | Összesen |
| 1.       | Franciaország      | 12    | 6     | 11    | 29       |
| 2.       | Dánia              | 6     | 4     | 2     | 12       |
| 2.       | Magyarország       | 6     | 4     | 2     | 12       |
| 4.       | Oroszország        | 5     | 5     | 2     | 12       |
| 5.       | Olaszország        | 4     | 2     | 3     | 9        |
| 6.       | Ukrajna            | 2     | 2     | 3     | 7        |
| 7.       | Csehország         | 1     | 2     | 4     | 7        |
| 8.       | Egyesült Királyság | 1     | 2     | 2     | 5        |
| 9.       | Spanyolország      | 1     | 2     | 1     | 4        |
| 10.      | Fehéroroszország   | 1     | 1     | 1     | 3        |
| 11.      | Lengyelország      | 1     | 0     | 0     | 1        |
| 12.      | Belgium            | 0     | 2     | 1     | 3        |
| 12.      | Észtország         | 0     | 2     | 1     | 3        |
| 12.      | Szlovénia          | 0     | 2     | 1     | 3        |
| 15.      | Izrael             | 0     | 1     | 2     | 3        |
| 16.      | Finnország         | 0     | 1     | 1     | 2        |
| 16.      | Norvégia           | 0     | 1     | 1     | 2        |
| 18.      | Horvátország       | 0     | 1     | 0     | 1        |
| 19.      | Írország           | 0     | 0     | 1     | 1        |
| 19.      | Hollandia          | 0     | 0     | 1     | 1        |
| Összesen | Összesen           | 40    | 40    | 40    | 120      |

## Eredmények
- WR – világrekord
- ER – Európa-rekord
- CR – Európa-bajnoki rekord
- NR – Országos rekord
- A váltóversenyeknél a csillaggal jelölt versenyzők az előfutamban szerepeltek.

### Férfi
| Versenyszám                    | Arany | Arany          | Ezüst | Ezüst      | Bronz | Bronz    |
| ------------------------------ | --- | -------------- | --- | ---------- | --- | -------- |
| 50 m-es gyors                  | Florent Manaudou · Franciaország | 20,70          | Vlagyimir Morozov · Oroszország | 20,89      | Frédérick Bousquet · Franciaország                                                                                                  | 20,97    |
| 100 m-es gyors                 | Vlagyimir Morozov · Oroszország | 45,68          | Jevgenyij Lagunov · Oroszország | 46,52      | Yannick Agnel · Franciaország | 46,80    |
| 200 m-es gyors                 | Yannick Agnel · Franciaország | 1:41,46        | Pieter Timmers · Belgium | 1:43,08 NR | Grégory Mallet · Franciaország | 1:43,21  |
| 400 m-es gyors                 | Yannick Agnel · Franciaország | 3:37,54        | Gabriele Detti · Olaszország | 3:41,66    | Andrea Mitchell D'Arrigo · Olaszország                                                                                              | 3:42,32  |
| 1500 m-es gyors                | Gregorio Paltrinieri · Olaszország | 14:27,78       | Szerhij Frolov · Ukrajna | 14:30,87   | Anthony Pannier · Franciaország | 14:41,97 |
| 50 m-es hát                    | Jérémy Stravius · Franciaország | 23,28          | Guy Barnea · Izrael | 23,46 NR   | Vlagyimir Morozov · Oroszország | 23,47    |
| 100 m-es hát                   | Jérémy Stravius · Franciaország | 49,70          | Benjamin Stasiulis · Franciaország | 50,31      | Damiano Lestingi · Olaszország | 51,35    |
| 200 m-es hát                   | Radosław Kawęcki · Lengyelország | 1:48,51 CR, NR | Bernek Péter · Magyarország | 1:49,41 NR | Benjamin Stasiulis · Franciaország                                                                                                  | 1:51,81  |
| 50 m-es mell                   | Fabio Scozzoli · Olaszország | 26,18          | Aleksander Hetland · Norvégia | 26,20      | Damir Dugonjič · Szlovénia | 26,24    |
| 100 m-es mell                  | Fabio Scozzoli · Olaszország | 57,25          | Martti Aljand · Észtország | 57,75      | Giacomo Perez d'Ortona · Franciaország                                                                                              | 57,76    |
| 200 m-es mell                  | Vjacseszlav Szinykevics · Oroszország | 2:04,55        | Ihor Boriszik · Ukrajna | 2:05,12    | Andrij Kovalenko · Ukrajna | 2:05,21  |
| 50 m-es pillangó               | Rafael Muñoz · Spanyolország | 22,53          | Frédérick Bousquet · Franciaország | 22,54      | Andrij Hovorov · Ukrajna | 22,72    |
| 100 m-es pillangó              | Jevgenyij Korotiskin · Oroszország | 49,98          | Rafael Muñoz · Spanyolország | 50,39      | Medhy Metella · Franciaország | 50,66    |
| 200 m-es pillangó              | Cseh László · Magyarország | 1:52,11        | Viktor Bromer · Dánia | 1:53,38    | Joeri Verlinden · Hollandia | 1:53,47  |
| 100 m-es vegyes                | Vlagyimir Morozov · Oroszország | 51,89          | Peter Mankoč · Szlovénia | 52,64      | Martti Aljand · Észtország | 52,92    |
| 200 m-es vegyes                | Cseh László · Magyarország | 1:52,74 NR     | Jérémy Stravius · Franciaország | 1:54,00 NR | Gal Nevo · Izrael | 1:55,14  |
| 400 m-es vegyes                | Cseh László · Magyarország | 4:00,99        | Verrasztó Dávid · Magyarország | 4:02,54    | Gal Nevo · Izrael | 4:04,80  |
| 4 × 50 m-es gyorsváltó         | Franciaország · Florent Manaudou (20,83) · Frédérick Bousquet (20,65) · Jérémy Stravius (21,00) · Amaury Leveaux (20,83) · Joris Hustache* · Grégory Mallet* · Medhy Metella*        | 1:23,31        | Oroszország · Vlagyimir Morozov (20,78) · NR · Andrej Grecsin (21,21) · Jevgenyij Lagunov (20,84) · Vitalij Szirnyikov (21,16) · Jevgenyij Korotiskin* | 1:23,99    | Belgium · Emmanuel Vanluchene (21,75) · Pieter Timmers (21,27) · Yoris Grandjean (21,58) · Jasper Aerents (21,00) · Stijn Depypere* | 1:25,60  |
| 4 × 50 m-es vegyes úszás váltó | Franciaország · Jérémy Stravius (23,47) · Giacomo Perez d'Ortona (26,12) · Frédérick Bousquet (22,58) · Florent Manaudou (20,18) · Dorian Gandin* · Romain Sassot* · Grégory Mallet* | 1:32,35        | Oroszország · Vlagyimir Morozov (23,59) · Oleg Utekhin (26,50) · Jevgenyij Korotiskin (22,52) · Jevgenyij Lagunov (21,26) · Vitalij Szirnyikov*        | 1:33,87    | Csehország · Martin Baďura (24,51) · Petr Bartůněk (26,70) · Michal Ledl (22,97) · Tomáš Plevko (21,00)                             | 1:35,18  |

### Női
| Versenyszám                    | Arany | Arany      | Ezüst | Ezüst      | Bronz | Bronz      |
| ------------------------------ | --- | ---------- | --- | ---------- | --- | ---------- |
| 50 m-es gyors                  | Aljakszandra Heraszimenya · Fehéroroszország                                                                         | 23,85      | Triin Aljand · Észtország | 24,24      | Jeanette Ottesen · Dánia | 24,24      |
| 100 m-es gyors                 | Veronyika Popova · Oroszország                                                                                       | 52,86 NR   | Jeanette Ottesen · Dánia | 53,13      | Charlotte Bonnet · Franciaország | 53,23      |
| 200 m-es gyors                 | Camille Muffat · Franciaország                                                                                       | 1:52,20    | Charlotte Bonnet · Franciaország | 1:54,00    | Veronyika Popova · Oroszország | 1:54,20    |
| 400 m-es gyors                 | Camille Muffat · Franciaország                                                                                       | 3:54,85 WR | Lotte Friis · Dánia | 3:58,85    | Coralie Balmy · Franciaország | 3:59,80    |
| 800 m-es gyors                 | Lotte Friis · Dánia                                                                                                  | 8:10,24    | Hannah Miley · Egyesült Királyság | 8:15,66    | Aimee Willmott · Egyesült Királyság | 8:18,90    |
| 50 m-es hát                    | Laure Manaudou · Franciaország                                                                                       | 26,78 NR   | Sanja Jovanović · Horvátország | 26,84      | Simona Baumrtová · Csehország | 26,97      |
| 100 m-es hát                   | Darina Zevina · Ukrajna                                                                                              | 57,07      | Laure Manaudou · Franciaország | 57,70      | Simona Baumrtová · Csehország | 58,08      |
| 200 m-es hát                   | Darina Zevina · Ukrajna                                                                                              | 2:01,97 CR | Alexianne Castel · Franciaország | 2:03,23    | Simona Baumrtová · Csehország | 2:03,43 NR |
| 50 m-es mell                   | Petra Chocová · Csehország                                                                                           | 30,02 =NR  | Rikke Møller Pedersen · Dánia | 30,25      | Sycerika McMahon · Írország | 30,34 NR   |
| 100 m-es mell                  | Rikke Møller Pedersen · Dánia                                                                                        | 1:04,12 CR | Petra Chocová · Csehország | 1:05,50 NR | Marina García Urzainqui · Spanyolország                                                                                                 | 1:05,82 NR |
| 200 m-es mell                  | Rikke Møller Pedersen · Dánia                                                                                        | 2:17,26    | Marina García Urzainqui · Spanyolország                                                                                              | 2:20,57 NR | Hanna Dzerkal · Ukrajna | 2:21,94    |
| 50 m-es pillangó               | Jeanette Ottesen · Dánia                                                                                             | 25,21      | Aljakszandra Heraszimenya · Fehéroroszország                                                                                         | 25,53 NR   | Mélanie Henique · Franciaország | 25,76      |
| 100 m-es pillangó              | Ilaria Bianchi · Olaszország                                                                                         | 56,40 NR   | Kimberly Buys · Belgium | 57,00 NR   | Jeanette Ottesen · Dánia | 57,13      |
| 200 m-es pillangó              | Hosszú Katinka · Magyarország                                                                                        | 2:05,78    | Stefania Pirozzi · Olaszország | 2:06,09    | Alessia Polieri · Olaszország | 2:06,63    |
| 100 m-es vegyes                | Hosszú Katinka · Magyarország                                                                                        | 58,83      | Jakabos Zsuzsanna · Magyarország | 59,15      | Siobhan-Marie O'Connor · Egyesült Királyság                                                                                             | 59,72      |
| 200 m-es vegyes                | Hosszú Katinka · Magyarország                                                                                        | 2:05,78    | Hannah Miley · Egyesült Királyság | 2:06,21 NR | Jakabos Zsuzsanna · Magyarország | 2:06,66    |
| 400 m-es vegyes                | Hannah Miley · Egyesült Királyság                                                                                    | 4:23,47 ER | Hosszú Katinka · Magyarország | 4:23,91 NR | Jakabos Zsuzsanna · Magyarország | 4:25,61    |
| 4 × 50 m-es gyorsváltó         | Dánia · Jeanette Ottesen (24,34) · Kelly Riber Rasmussen (24,59) · Julie Levisen (24,73) · Pernille Blume (24,44)    | 1:38,10    | Finnország · Emilia Pikkarainen (25,09) · Lotta Nevalainen (24,29) · Laura Kurki (24,21) · Hanna-Maria Seppälä (24,54)               | 1:38,13    | Fehéroroszország · Julija Hitraja (25,12) · Aljakszandra Heraszimenya (23,68) · Akszana Dzjamidava (25,10) · Szvjatlana Hahlova (24,49) | 1:38,39    |
| 4 × 50 m-es vegyes úszás váltó | Dánia · Kristina Thomsen (28,16) · Rikke Møller Pedersen (29,83) · Jeanette Ottesen (25,10) · Pernille Blume (24,32) | 1:47,41    | Csehország · Simona Baumrtová (26,98) · Petra Chocová (29,34) · Lucie Svěcená (26,59) · Aneta Pechancová (24,76) · Barbora Závadová* | 1:47,67    | Franciaország · Laure Manaudou (27,04) · Fanny Babou (31,01) · Melanie Henique (25,33) · Anna Santamans (24,32) · Beryl Gastaldello*    | 1:47,70    |

### Vegyes
| Versenyszám                    | Arany | Arany   | Ezüst | Ezüst   | Bronz | Bronz   |
| ------------------------------ | --- | ------- | --- | ------- | --- | ------- |
| 4 × 50 m-es gyorsváltó         | Franciaország · Frédérick Bousquet (20,97) · Florent Manaudou (20,35) · Camille Muffat (24,39) · Anna Santamans (23,93) · Amaury Leveaux* · Medhy Metella* · Charlotte Bonnet* · Beryl Gastaldello* | 1:29,64 | Oroszország · Andrej Grecsin (21,53) · Vlagyimir Morozov (20,45) · Veronyika Popova (24,07) · Rozalija Naszretgyinova (24,36) · Vitalij Szirnyikov * | 1:30,41 | Finnország · Hanna-Maria Seppälä (24,74) · Laura Kurki (24,11) · Andrei Tuomola (21,72) · Ari-Pekka Liukkonen (21,17) · Lotta Nevalainen* | 1:31,74 |
| 4 × 50 m-es vegyes úszás váltó | Franciaország · Jérémy Stravius (23,13) · Florent Manaudou (25,90) · Mélanie Henique (25,61) · Anna Santamans (24,10) · Cloe Credeville* · Justine Bruno* · Frédérick Bousquet*                     | 1:38,74 | Szlovénia · Anja Čarman (27,19) · Damir Dugonjič (25,57) · Peter Mankoč (22,20) · Nastja Govejšek (24,83)                                            | 1:39,79 | Norvégia · Lavrans Solli (24,08) · Aleksander Hetland (25,78) · Monica Johannessen (26,06) · Cecilie Johannessen (24,18)                  | 1:40,10 |